# Celestyal Olympia
Die Celestyal Olympia war ein Kreuzfahrtschiff, das zuletzt für die zypriotische Reederei Celestyal Cruises im Einsatz war. In Dienst gestellt wurde es 1982 als Song of America für Royal Caribbean International.

## Geschichte

### Planung und Bau
Die Song of America wurde unter der Werftnummer 431 bei Wärtsilä in Helsinki gebaut und am 26. November 1981 vom Stapel gelassen.

### Dienstzeit

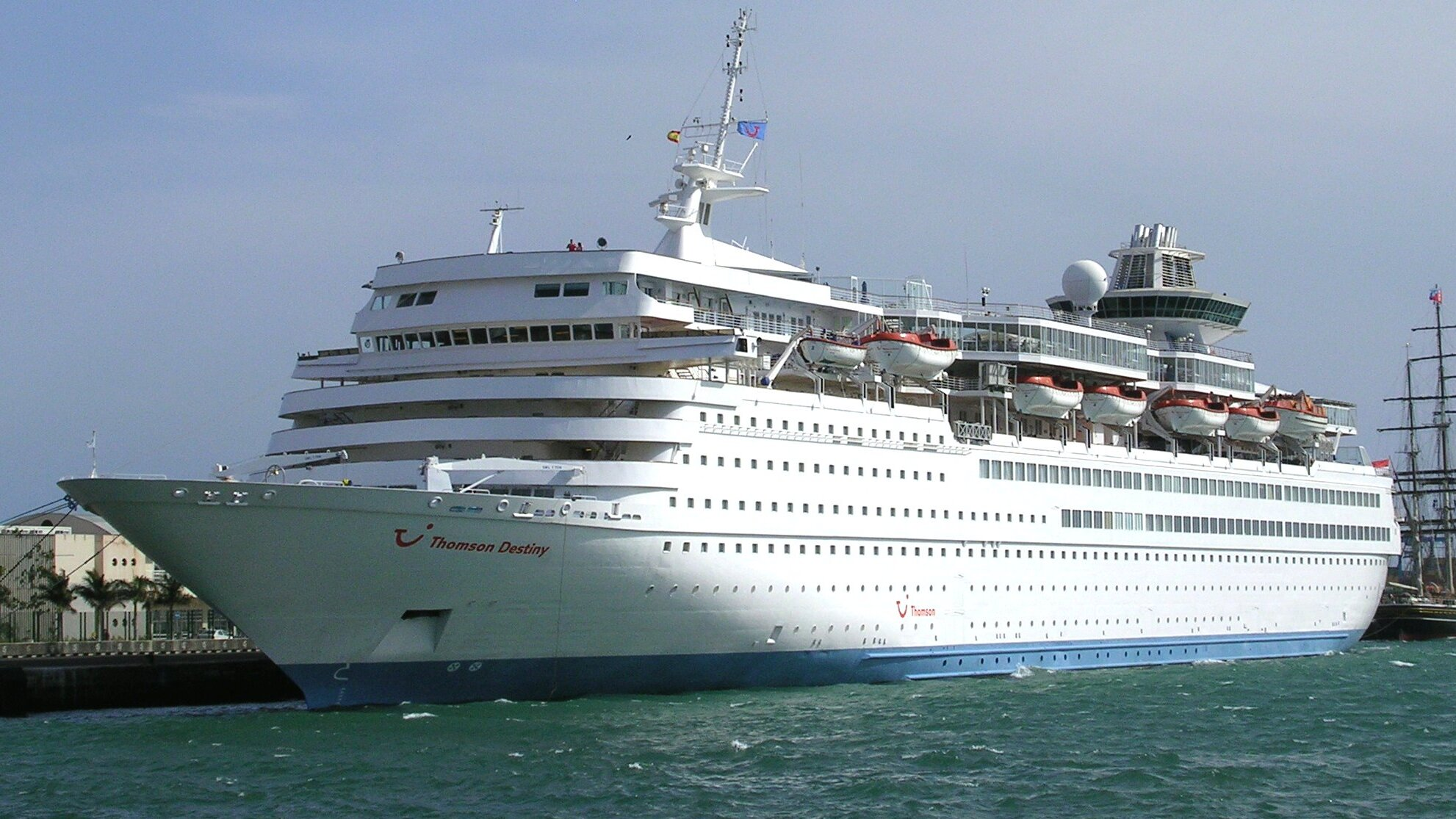
Als Thomson Destiny in Gran Canaria (2007)

Am 5. Dezember  1982 absolvierte die Song of America ihre Jungfernfahrt und wurde fortan für Kreuzfahrten in der Karibik eingesetzt.
Im Mai 1998 wurde die Song of America für 94,5 Millionen US-Dollar an Sun Cruises verkauft. Anders als bei vorher verkauften Schiffen ließ Royal Caribbean International die im Schornstein integrierte Viking Crown Lounge nicht entfernen. Sun Cruises setzte das Schiff als Sunbird auf dem britischen Markt ein. Royal Caribbean International charterte das Schiff jedoch bis März 1999 zurück.
Im Juli 2004 wurde das Schiff an Louis Cruise Lines verkauft. Sun Cruises charterte das Schiff jedoch bis Mai 2005 zurück. Anschließend vercharterte Louis Cruise Lines das Schiff als Thomson Destiny an Thomson Cruises. Ab 2012 betrieb Louis das Schiff selbst unter dem Namen Louis Olympia.
Während der Olympischen Winterspiele 2014 diente das Schiff in Sotschi als Hotelschiff.
Im November 2014 wurde das Schiff im Rahmen der Umbenennung von Louis Cruise Line in Celestyal Cruises in Celestyal Olympia umbenannt.
Im November 2023 gab die Reederei bekannt, dass das Schiff ab der Saison 2024 von der größeren, neu erworbenen Celestyal Discovery ersetzt werden soll. Nach der Ausmusterung wurde die Celestyal Olympia im Januar 2024 in Bella Fortuna umbenannt, nach Liberia umgeflaggt und in der Türkei aufgelegt. Im Mai 2024 wechselte sie nach Ras al-Chaima.
Im Januar 2025 wurde das Schiff zur Abwrackung verkauft. Auf die Flagge der Komoren umgeflaggt und in Fortu umbenannt, traf es Ende des Monats im indischen Alang ein und wurde dort am 2. Februar Ortszeit auf den Strand gesetzt.

## Technische Daten und Ausstattung

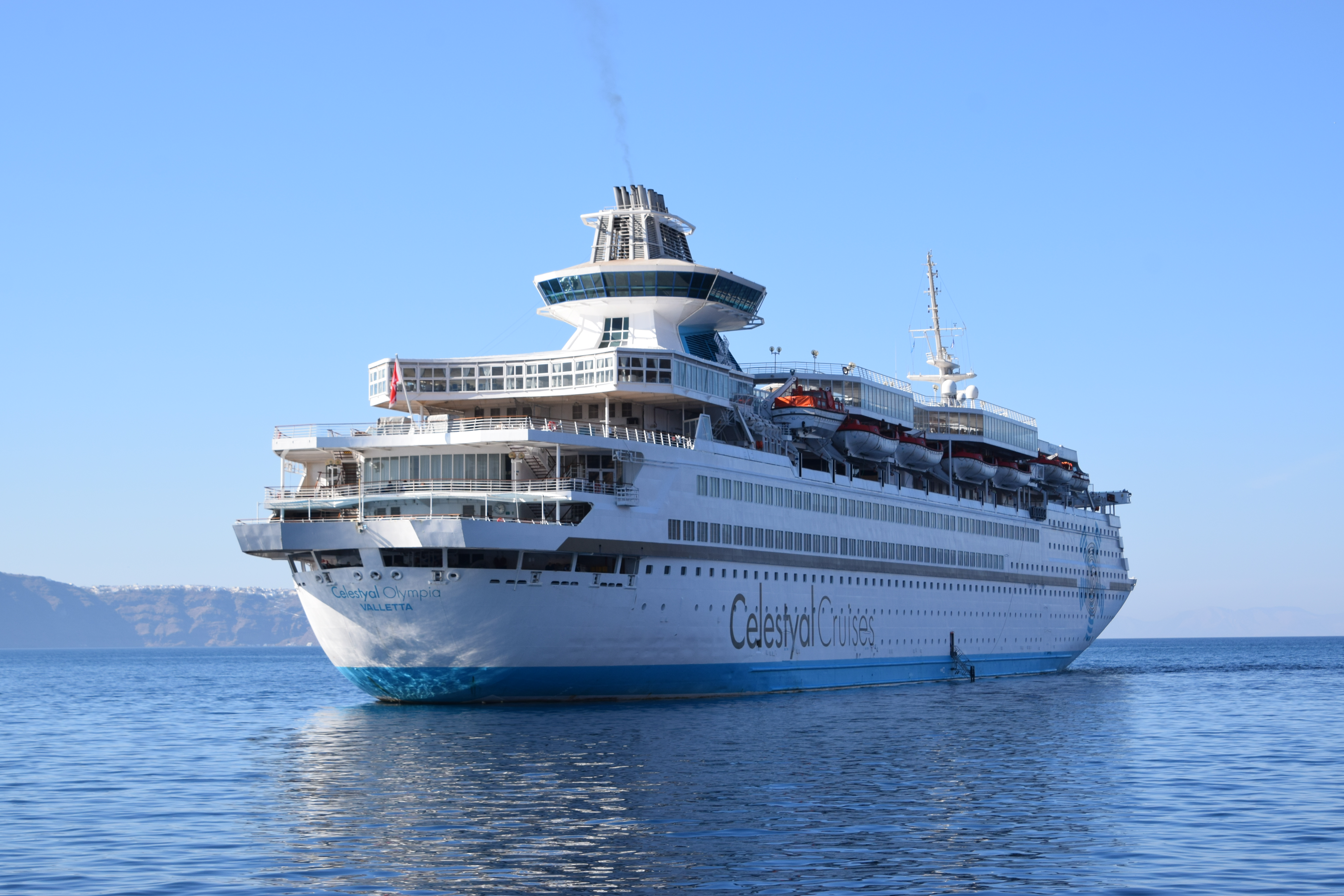
Das Schiff vor Santorin (2022)

Das Schiff wurde von vier Achtzylinder-Dieselmotoren des Herstellers Sulzer-Wärtsilä angetrieben (Typ: 8ZL 40/48). Die Motoren wirkten über Untersetzungsgetriebe auf zwei Verstellpropeller.
Für die Stromversorgung standen fünf Dieselgeneratoren des Herstellers Wärtsilä (Typ: 6R 32) zur Verfügung. Weiterhin war ein Notgenerator verbaut worden.